# St. Alexander (Mellrich)

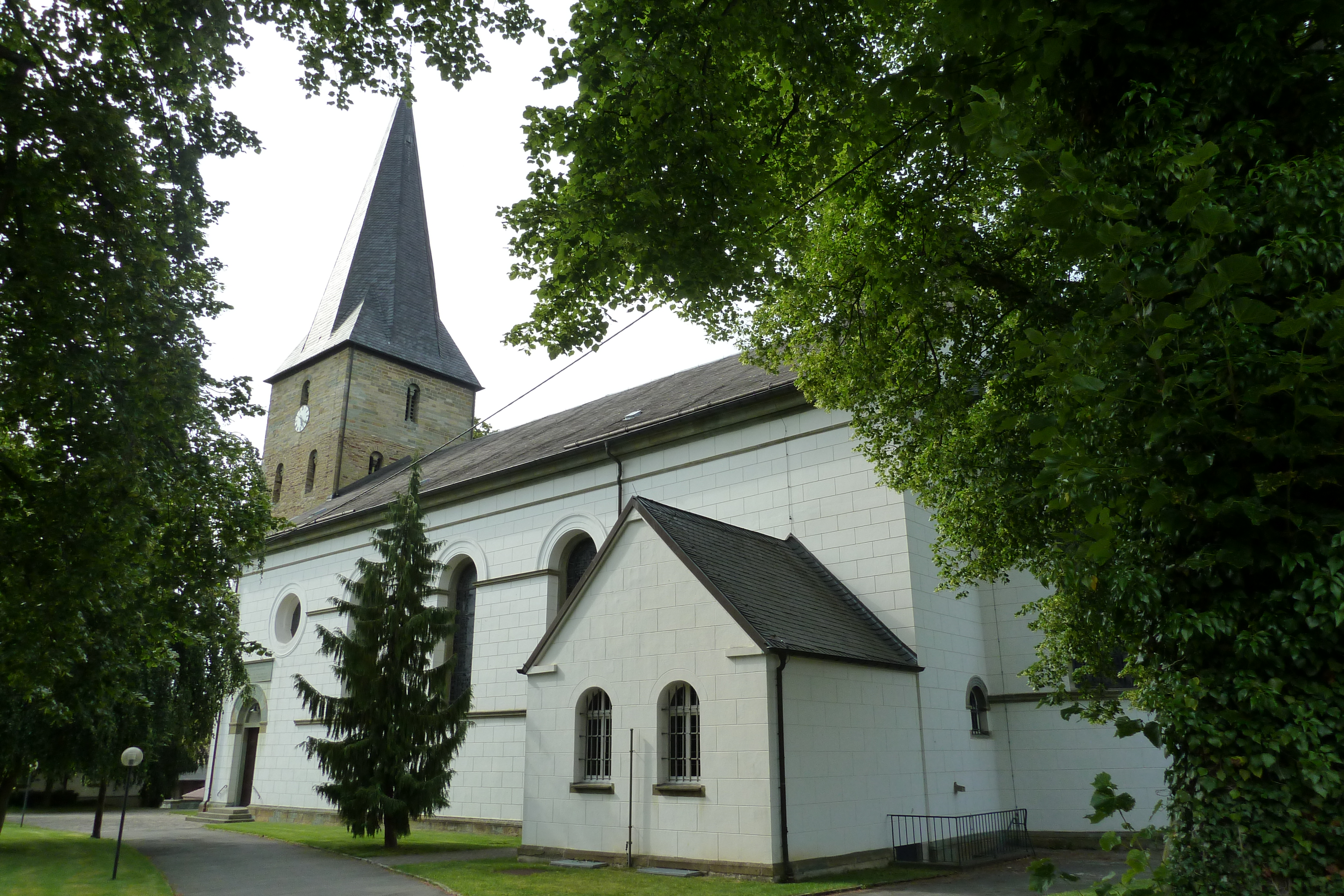
St. Alexander (Mellrich)

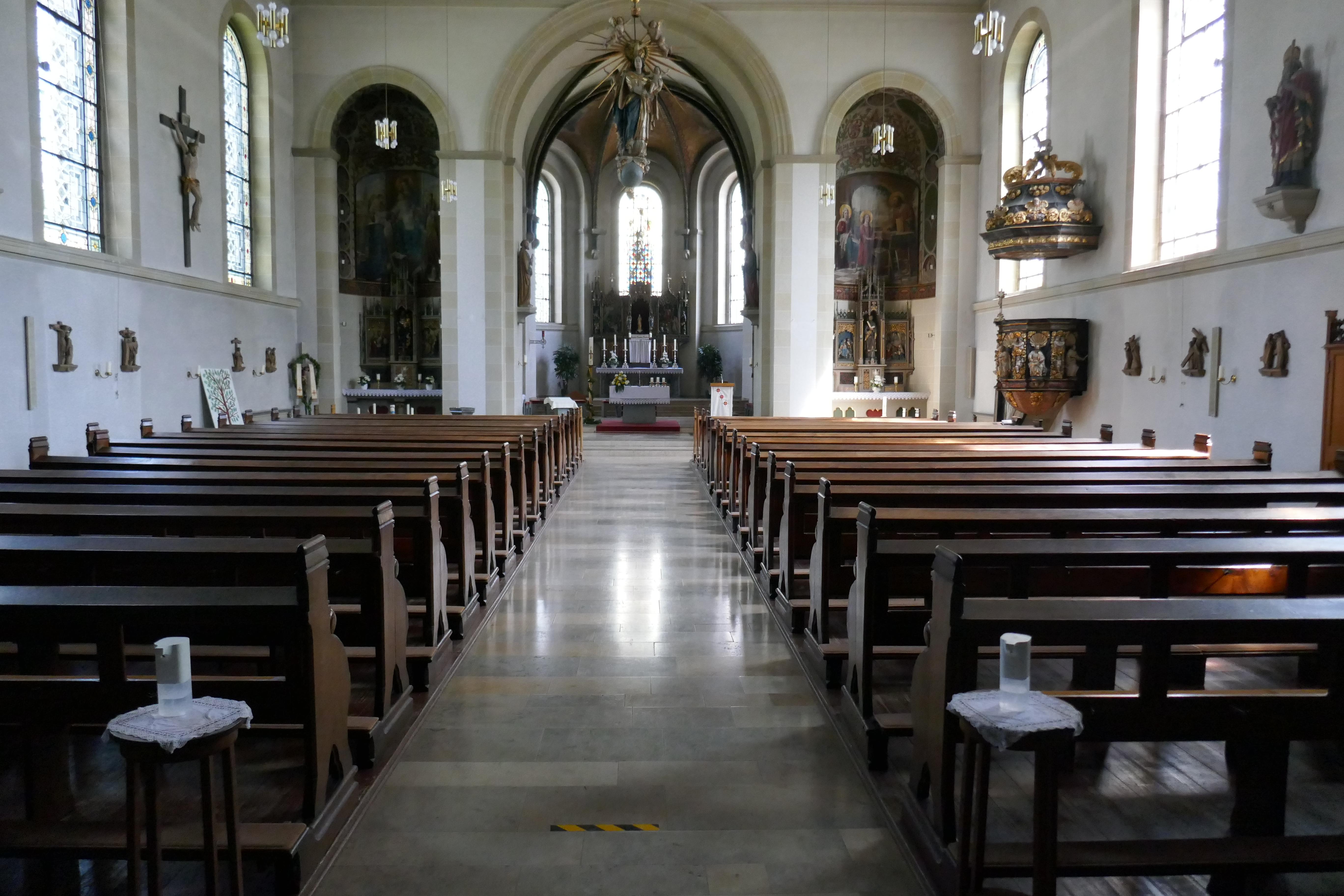
Innenansicht

Die katholische Pfarrkirche St. Alexander ist ein denkmalgeschütztes Kirchengebäude in Mellrich, einem Ortsteil von Anröchte im Kreis Soest (Nordrhein-Westfalen).

## Geschichte und Architektur
Erstmals wurde hier 1313 eine Kirche urkundlich erwähnt. Das Patronatsrecht hatte das Stift Meschede. Propst Wilhelm von Arnsberg gab dieses an das Kloster Annaborn. Nach der Vereinigung dieses Klosters mit dem Stift St. Walburgis in Soest, kam auch das Patronatsrecht an diese Einrichtung. Eine weitere barocke Vorgängerkirche ist belegt. Sie ist ortsbildprägender Mittelpunkt des Dorfes. Das derzeitige Gebäude ist ein Langhaus mit flacher Holzdecke. Es wurde von 1845 bis 1846 nach Plänen der preußischen Oberbaudeputation in Berlin errichtet. Die ursprünglichen Pläne wurden von Karl Friedrich Schinkel überarbeitet. Der klassizistische vierachsige Saal schließt mit einem eingezogenen Chor. Der romanische Westturm des 13. Jahrhunderts wurde nach einem Brand, 1884 um ein Geschoss erhöht und es wurde ihm ein achteckiger Helm aufgesetzt. Eine neuromanische Umgestaltung der Kirche wurde 1863 durch Arnold Güldenpfennig vorgenommen. Das Langhaus wurde gewölbt und die ehemals flachen Schlüsse der Ostwand wurden Apsiden eingefügt. Die Fassung des Raumes, erstellt durch A. Wittkopp, wurde 1998 restauriert. Im Langhaus wurden 1963 die Pfeiler und die Gewölbe abgebrochen und eine Flachdecke eingezogen. Die Chorgestaltung wurde beibehalten. Die ehemalige Vikarie, die um 1760 errichtet wurde, war das Geburtshaus des Bischofs von Paderborn, Franz Drepper. Dieses Gebäude wurde in den Jahren 1988/89 in ein Pfarr- und Jugendheim umgebaut. Die Kirche war 2006 wegen einer Holzwurmbehandlung der Orgel und einer Umgestaltung des Chorraumes zwei Monate geschlossen.

## Ausstattung
- Der  Zelebrationsaltar, der Ambo, ein Kredenztisch, eine Stele und die Sedilien aus Anröchter Stein stammen aus der geschlossenen Kirche St. Thomas Morus in Bochum-Langendreer und wurden 2006 als Schenkung übergeben. Der Zelebrationsaltar und der Ambo wurden näher zum Kirchenschiff aufgestellt.
- Im Zelebrationsaltar befindet sich eine Reliquie der Hl. Maria Goretti.[7]
- Ein geschnitzter Altar der Wiedenbrücker Schule von 1894
- Zwei Seitenaltäre von 1906
- Die reich gestaltete Kanzel ist ein Werk von Johann Sasse. Sie ist mit 1696 bezeichnet und wurde 1964 restauriert. Der Kanzelaufgang stammt aus Lippstadt-Hultrop.
- Die barocke Doppelmadonna von Heinrich Pötteken ist mit 1772 bezeichnet.
- Die sechs Heiligenfiguren aus Terrakotta
- Zwei Epitaphe von 1638 und 1680.
- Die drei Glocken wurden 1668 (Glocken I und II) und 1789 (Glocke III) gegossen.